# اوهایو، برنده جایزه نافرمانی
اوهایو، برنده جایزه نافرمانی (به انگلیسی: The Prize Winner of Defiance, Ohio) فیلمی محصول سال ۲۰۰۵ و به کارگردانی جین اندرسن است. در این فیلم بازیگرانی همچون جولیان مور، وودی هرلسون، لورا درن، تره‌ور مورگن و جردن تودسی ایفای نقش کرده‌اند.